# Ciencia ficción blanda

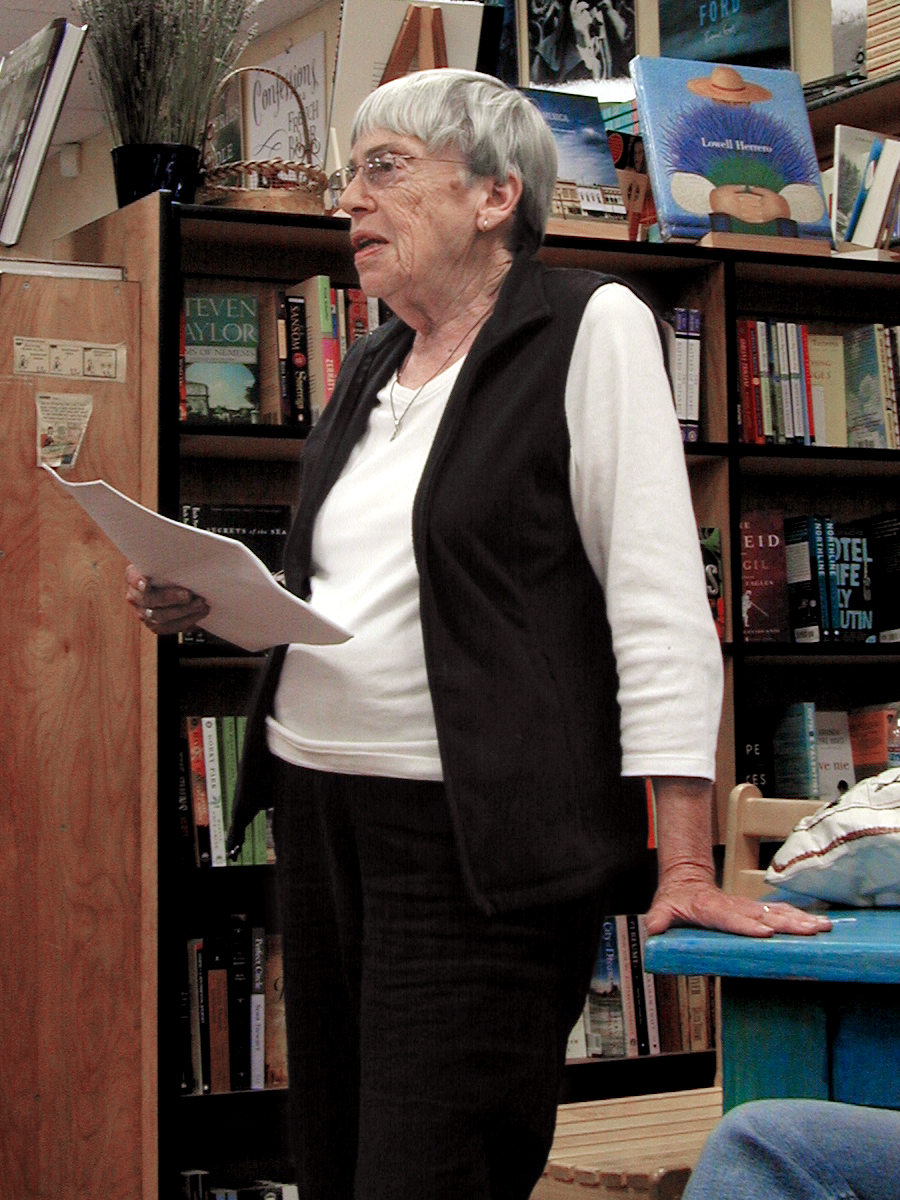
Úrsula K. LeGuin, una de las promotoras de la ola de ciencia ficción blanda.

La ciencia ficción blanda se define como oposición a la ciencia ficción dura.
Durante la edad de oro, la ciencia ficción tuvo un carácter claramente divulgativo, al menos entre los escritores serios como Isaac Asimov, Robert A. Heinlein y Arthur C. Clarke. Entre estos autores surgió una rama del género en el que la ciencia y la tecnología eran tratados con absoluto rigor: esto es lo que se llamó ciencia ficción dura (en concreto, Clarke fue uno de los máximos exponentes de este subgénero).
Hubo, sin embargo, otros autores cuyas obras, pese a ser consideradas ciencia ficción, admitían muchas licencias en cuanto al rigor científico (Ray Bradbury y sus Crónicas marcianas serían un magnífico ejemplo). No hablamos exactamente de ópera espacial (aunque esta se tomó notables licencias en cuanto a la plausibilidad de sus «explicaciones científicas»), sino más bien de obras con un carácter literario o poético mucho más elaborado.
La nueva ola trajo consigo escritores como Ursula K. LeGuin y Philip K. Dick, cuya ciencia ficción se alejaba definitivamente de los estándares de la ciencia ficción dura, buscando una mayor calidad literaria y, sobre todo, especular acerca del hombre mismo, abandonando toda intención divulgativa (al menos desde el punto de vista de las ciencias puras).
Este segundo tipo de ciencia ficción es el que se denomina ciencia ficción suave.